# II. Anasztáz pápa
II. Anasztáz (latinul: Anastasius), (? – 498. november 19.) volt az 50. pápa Péter apostol nyomdokain 496. november 24-től haláláig. Sok félreértés és intrika között uralkodott, aminek az lett az eredménye, hogy évszázadokon keresztül a pápák fekete bárányának bélyegezték.

## Élete
Életéről mindössze annyit tudunk, hogy Rómában született. Személyében olyan pápát választott meg 496. november 24-én a római zsinat, aki békét hirdetett. Azonban a nyugati egyház klérusa kemény, állhatatos szembeszállást várt a keleti egyházakkal szemben. Anasztáz rövid pontifikátusa alatt igyekezett megkeresni az orvosságot az egyházszakadás helyrehozatalára. Követeket küldött az új hatalmi központba, Konstantinápolyba a császárhoz, és békeajánlatot a pátriárkához. Ezen üzenetekben a keresztény egyház egységét emelte ki a római primátus alatt. Tehát a pápai hatalom megtartása mellett, a vallási egységgel érvelve próbálta újra összekovácsolni nyugat és kelet egyházait.
Azonban a római klérus Bizáncból hamis értesüléseket kapott. Ezek szerint Anasztáz a békéért feláldozta Róma elsőbbségét. Így érthető, hogy a papság és Róma köznépe is Anasztáz ellen fordult. A dühtől vak rómaiak már azt sem akarták tudomásul venni, hogy András, Thesszaloniké érseke, és egyébként a monofiziták egyik élharcosa megtagadta az eretnek hitelveket, és így Anasztáz visszafogadta őt az egyházba. Róma népe ebből csak a pápa behódolását vonta le következtetésképp. A nagy ellenszegülés gátat vetett a békének, de Anasztáz 498-ban hirtelen meghalt, így nem tudta igazát bizonyítani a rómaiak előtt, és feltörni a gátat.
Hirtelen halála és az ellenséges környezet gyilkosságra utalhat, de ez történelmileg nincs bizonyítva. Rövid pontifikátusából négy levele ismert. Ezek közül a legfontosabb az emberi lélek származásáról tanít. Anasztáz szerint közvetlenül Isten teremti minden ember lelkét. November 19-én temették el a megbélyegzett pápát, akinek neve sokáig összefonódott az árulással. Még Dante színjátékában is a Pokolban találkozhatunk Anasztázzal, aki pedig csak békét akart.
Távol Anasztáz problémáitól és Rómától, Galliában egy igen jelentős esemény történt, amely a jövőben nagy szereppel bírt. Klodvigot, a frankok királyát Szent Remigius megkeresztelte.

## Művei
- Documenta Catholica Omnia (latin nyelven). (Hozzáférés: 2011. december 6.)